# Амангильдинский сельсовет (Абзелиловский район)
Аманги́льдинский сельсовет (баш. Амангилде ауыл советы ) — сельское поселение в Абзелиловском районе Республики Башкортостан Российской Федерации.

## История
Согласно Закону о границах, статусе и административных центрах муниципальных образований в Республике Башкортостан имеет статус сельского поселения.

## Население
| 1968  | 2002  | 2009  | 2010  | 2012  | 2013  | 2014  | 2015  | 2016  |
| ----- | ----- | ----- | ----- | ----- | ----- | ----- | ----- | ----- |
| 2204  | ↗2368 | ↗2762 | ↘2384 | ↘2337 | ↘2278 | ↘2245 | ↘2217 | ↘2199 |
| 2017  |       |       |       |       |       |       |       |       |
| ↗2238 |       |       |       |       |       |       |       |       |

## Состав сельского поселения
| № | Населённый пункт | Тип населённого пункта       | Население |
| - | ---------------- | ---------------------------- | --------- |
| 1 | Амангильдино     | село, административный центр | ↘651      |
| 2 | Казмашево        | деревня                      | ↘538      |
| 3 | Рыскужино        | деревня                      | ↘453      |
| 4 | Утяганово        | деревня                      | ↘447      |
| 5 | Абдулгазино      | деревня                      | ↘295      |